# Municipio Acala
Koordinaten: 16° 33′ N, 92° 48′ W
Acala ist ein zentral im mexikanischen Bundesstaat Chiapas gelegenes Municipio in der Sierra Madre de Chiapas. Das Municipio hat mehr als 31000 Einwohner (Stand 2015) und ist 295,6 km² groß. Verwaltungssitz ist die gleichnamige Stadt Acala.

## Geschichte
Dort wo sich die Stadt Acala befindet gab es einen gleichnamigen Ort, der schon in prähispanischer Zeit besiedelt war dessen Name Platz der Kanus oder Platz der Einbäume bedeutet. Am 30. Dezember 1869 wurde der Ort von Gouverneur José Pantaleón Domínguez (1821–1894) in den Stand einer Stadt erhoben, am 4. Juli 1925 entzog Gouverneur Carlos Augusto Vidal Sánchez (1885–1927) diesen Status und gab ihn am 29. Juni 1926 wieder zurück.
16. bis 18. Jahrhundert gehörte das Gebiet zum Kloster Santo Domingo de Guzmán. Es gab regen Handel mit der indigenen Bevölkerung. Am 19. Juni 1768 kam es zur ersten territorialen Aufteilung der Provinz Chiapas. Der Sitz der Verwaltung war in Tuxtla. Am 16. Januar 1822 wurde von den mexikanischen Behörden die Provinz als Teil des mexikanischen Kaiserreiches anerkannt. Durch den Thronverzicht Don Agustín de Iturbides wird Chispas am 19. März 1823 wieder unabhängig. Im Jahr 1911 wurden in der Stadt Acala während des Streits um den Sitz der Hauptstadt zwischen San Cristobal und Tuxtla 34 Häuser niedergebrannt. 1915 entstehen bei der Umstrukturierung unter General Vidal 59 Gemeinden. Als im Jahr 1982 der Vulkan El Chichón ausbrach und viele der umliegenden Anwohner aus dem Volk der Zoque ihre Heimat verloren wurde die Stadt „Nuevo Vicente Guerrero“ neu gegründet, um sie dort anzusiedeln. Im Jahr 1994 wurde eine Autobahn gebaut.
Das Municipio Acacoyagua grenzt an die Gemeinden Zinacantán, San Lucas, Chiapilla, Venustiano Carranza, Totolopa und Chiapa de Corzo.
Alle drei Jahre finden Wahlen statt, bei denen der Gemeindepräsident und sein Kabinett gewählt werden. Die Gemeinde hat 165 Ortschaften.